# Magdeburger SV 90 Preussen
Der MSV 90 Preussen ist die Fußballabteilung des Hauptvereins Magdeburger SV 90. Die Abteilung wurde häufig auch als Preussen Magdeburg bezeichnet.

## Geschichte
Am 9. Juli 1899 wurde der Magdeburger F. C. Preussen gegründet. Der erste Vorsitzende des Vereins war W. Plate. Als Spielplatz wurde der kleine Cracauer Anger gewählt. Der Verein verfügte nach einem Jahr über 24 Mitglieder. Am 20. Juli 1902 wurde der Name in M. S. C. Preussen 99 geändert. Die Vereinsfarben wurden mit schwarz und weiß festgelegt, ein schwarzer Adler wurde Vereinswappen. Neben Fußball betrieb man auch Leichtathletik, später kamen Turnen, Handball und Hockey hinzu. Ab Oktober 1922 verfügte der Verein über ein zwei Hektar großes Gelände, den Preußen-Sportplatz.

### DDR-Sport
Nach 1945 wurde der Verein am Königsweg, der späteren Salzmannstraße, auf Betreiben der sowjetischen Besatzungsmacht zunächst aufgelöst. An seine Stelle trat die Betriebssportgemeinschaft (BSG) Krupp-Gruson, aus der 1952 über die Namen Eintracht Sudenburg und Stahl Magdeburg die BSG Motor Mitte Magdeburg wurde. Mit ihrer starken Fußballsektion spielte sie von 1952 bis 1956 in der zweithöchsten Spielklasse, der DDR-Liga. 1956 wurden die besten Fußballer in den SC Aufbau Magdeburg übernommen, der dann in der DDR-Oberliga spielte. Motor Mitte blieb dadurch jahrelang unterklassig und wurde 1965 dem neu gegründeten 1. FC Magdeburg angegliedert. Danach durfte Motor Mitte nur noch Volkssportfußball betreiben, um dem 1. FC Magdeburg nicht als Konkurrent entgegenzustehen. Erst 1974 erfolgte durch Neugründung wieder eine Ausrichtung zum leistungsorientierten Fußball, und die BSG Motor Mitte schaffte nach fünf Jahren 1978 den Aufstieg in die Bezirksliga Magdeburg. Nach dem umgehenden Abstieg in die Bezirksklasse wurde 1982/83 erneut der Aufstieg in die Bezirksliga erreicht. Die letzte Bezirksligasaison unter der Regie des DDR-Fußballverbandes beendete Motor Mitte auf Rang 12.

### Nach der Wende
1990 wurde die BSG in den  eingetragenen Verein Magdeburger SV 90 umgewandelt und stieg 1992 unter Trainer Rainhard Gregor in die damalige Landesoberliga auf. 1995 erfolgte der Abstieg in die Landesliga.
Am 21. April 1997 nahm der Verein unter seinem Präsidenten Heinrich Sonsalla den neuen Vereinsnamen MSV 90 Preussen an. Mit Trainer Rolf Wagenknecht stiegen die Preussen 2001 in die Verbandsliga auf und belegten seitdem vordere Plätze. Im Jahre 2005 kam es im Paul-Greifzu-Stadion in Dessau zum Landespokalfinale zwischen den Preussen und dem VfB Sangerhausen. Am Ende siegten die Preussen im Elfmeterschießen mit 4:2 und gewannen erstmals den Landespokal Sachsen-Anhalt. Damit war Preussen für den DFB-Pokal-Wettbewerb 2005/06 qualifiziert und traf auf den Erstligisten Arminia Bielefeld, dem man jedoch mit 0:3 unterlag. Zwei Jahre später konnte sich der MSV zum zweiten Mal für das Landespokalfinale qualifizieren, verlor aber gegen die  2. Mannschaft des 1. FC Magdeburg mit 0:3. 2008 übernahm der frühere Spieler des 1. FC Magdeburg Dirk Hannemann das Trainineramt beim MSV. Unter ihm erreichte der Verein 2012 den zweiten Platz in der Verbandsliga Sachsen-Anhalt. Dennoch trennten sich die Wege nach der Saison. Als neuen Trainer verpflichteten die Sudenburger Steffen Rau, in der Vorsaison noch Coach beim Magdeburger FFC.

### Eigenständigkeit der Fußballabteilung
Nachdem der MSV Preussen 2014/15 Platz drei in der Verbandsliga erreicht hatte, zog der Mutterverein Magdeburger SV 1990 wegen unüberbrückbarer finanzieller Differenzen mit dem MSV Preussen seine 1. Mannschaft vom Spielbetrieb zurück. Nachdem bereits 2012 die Jugendabteilungen den MSV verlassen hatten und fortan als Magdeburger SC Preussen 1899 antraten, folgte nun auch die 1. Herren-Mannschaft.
2021 kehrte diese in die Verbandsliga zurück.
Seit der Saison 2019/20 bildet der MSV 90 Preussen im Herrenbereich eine Spielgemeinschaft mit dem benachbarten FC Zukunft Magdeburg. Diese tritt unter der Bezeichnung SG FC Zukunft/MSV 90 Preussen in der neuntklassigen Stadtoberliga Magdeburg an.

## Wappenhistorie
0001902–1945000000001948–1950000000001952–19900000000seit 1997

## Erfolge
- FSA-Landespokalsieger 2005 und Teilnahme am DFB-Pokal 2005/06